# Quinquennalien
Quinquennalien (lateinisch quinquennalia) sind alle fünf Jahre stattfindende Jubiläen oder Feiern in der Antike, dort oft die Regierungsjubiläen der römischen Kaiser. Der Begriff leitet sich vom lateinischen „quinquennalis“ – „fünfjährig“, „Fünfjahres-“, „alle fünf Jahre“ ab (aus „quinque“ – fünf und „annalis“ – Jahr-, jährlich). Die Kaiser gaben anlässlich der Feier(n) öffentliche Versprechen ans Volk ab, wie Steuererlässe oder ähnliche pekuniäre Erleichterungen. Die Feier wurde oft mit einer Münzprägung (Münzen mit VOTA-Revers) dokumentiert (VOT V (5 Jahre), VOT X (10 Jahre), VOT XV  (15 Jahre) etc.).